# Xã South Moniteau, Quận Cooper, Missouri
Xã South Moniteau (tiếng Anh: South Moniteau Township) là một xã thuộc quận Cooper, tiểu bang Missouri, Hoa Kỳ. Năm 2010, dân số của xã này là 211 người.